# Broadcast (groupe)
Pour les articles homonymes, voir Broadcast.
Broadcast est un groupe de rock électronique formé à Birmingham en 1995.

## Biographie
Le groupe est composé du couple formé par Trish Keenan (en) et James Cargill, respectivement au chant et à la guitare basse. Ils sont à l'origine accompagnés du claviériste Roj Stevens et du guitariste Tim Felton. De nombreux batteurs se succéderont au cours de l'histoire du groupe. À la suite de différentes défections seuls Keenan et Cargill composent le groupe
Le groupe publie ses premiers singles en 1996. L'utilisation d'un de leur titre (The Book Lovers) dans la B.O. d'Austin Powers leur vaut l'intérêt du label Warp qui signe le groupe et publie leurs premiers enregistrements sous le titre Work Non Work en 1997. 
Broadcast a depuis publié trois albums studios ainsi que de nombreux singles et EP.

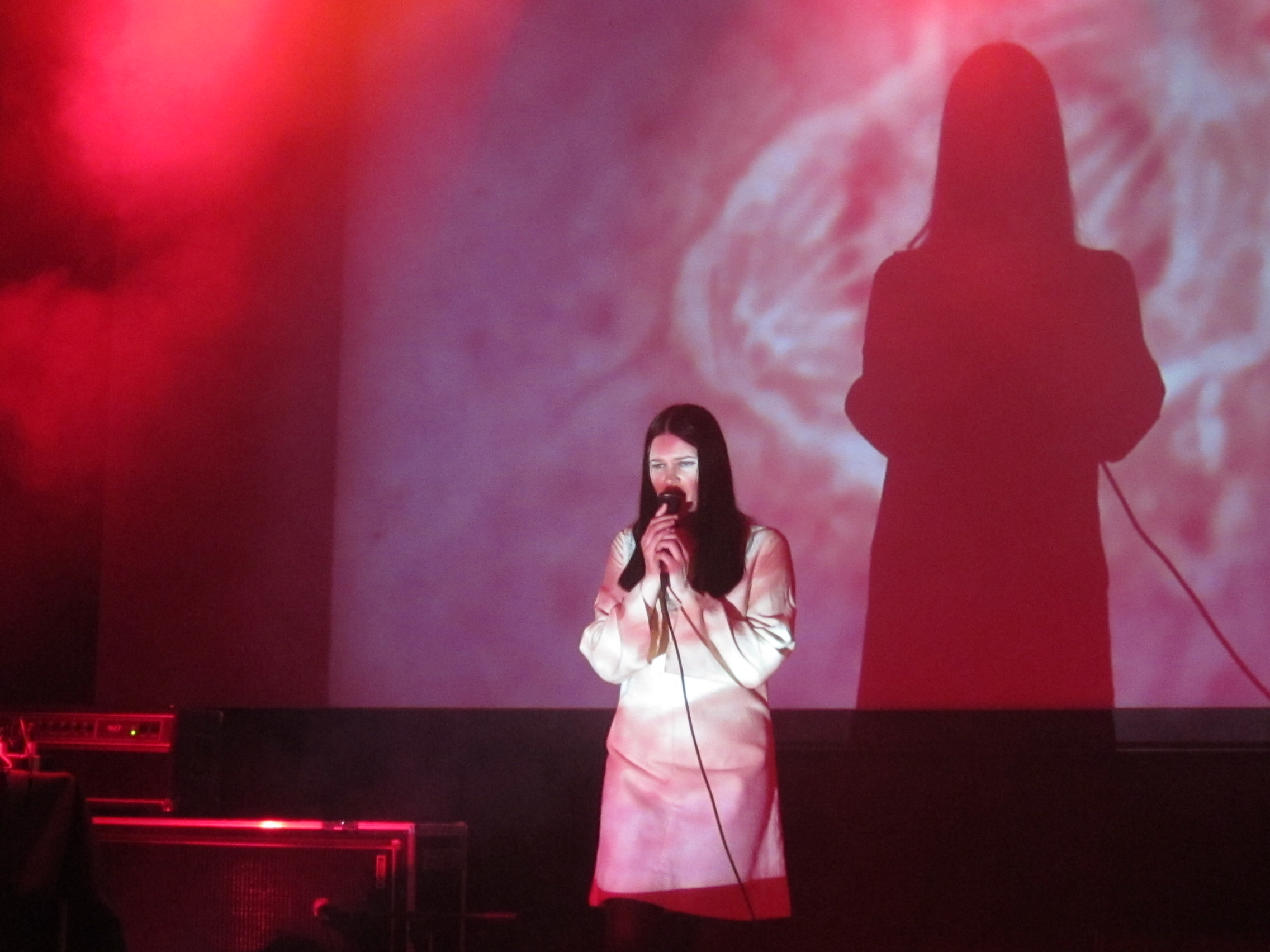
Trish Keenan en 2010.

La chanteuse Trish Keenan meurt le 14 janvier 2011 des suites d'une pneumonie après avoir contracté le virus H1N1 en Australie. Depuis le groupe n'est plus composé que de James Cargill.
En 2012 la bande originale du film Berberian Sound Studio, réalisé par Peter Strickland, est signée par le groupe. Le disque rassemblant ces différentes compositions réalisées avant le décès de Trish Keenan est publié le 7 janvier 2013.